# Kärnbo församling
Kärnbo församling var en församling i Strängnäs stift och i Strängnäs kommun i Södermanlands län. Församlingen uppgick 1967 i Mariefreds församling.

## Administrativ historik
Församlingen har medeltida ursprung. 1605 utbröts Mariefreds församling.
Församlingen var till 1605 moderförsamling i pastoratet Kärnbo och Taxinge med undantag av tiden mellan 1529 och 1532 då den utgjorde ett eget pastorat. Från 1605 till 1967 var församlingen annexförsamling i pastoratet Mariefred, Kärnbo och Taxinge. Församlingen uppgick 1967 i Mariefreds församling.

## Kyrkor
- Kärnbo kyrkoruin